# Antu (spirito)
Antu è il principale spirito pillán, nella mitologia mapuche.
Antu è legato alla figura del sole ed è sposato con Kuyén, che rappresenta la luna. Il fatto che lo spirito del sole sia sposato con quello della luna è una credenza che si ripete in vari paesi e differenti culture, molto probabilmente per il ruolo luna/donna e sole/uomo che si incontra nella maggior parte delle tradizioni del mondo.
In seguito all'influenza che ha avuto la religione cristiana sui mapuche, il mito di Antu è stato fuso nella credenza dell'essere superiore che governa il mondo, chiamato Ngenechén, che attualmente è formato principalmente da quattro aspetti o persone, che originariamente erano spiriti differenti, come nel caso di Antu.

## La leggenda
Tra i pillán, Antu era il più potente e come tale fu il primo che decise di prendere una wangulén come sposa preferita (o inandomo). Scelse una wangulén chiamata Kuyén e ciò portò problemi e invidia contro la coppia per la gelosia degli altri spiriti. Peripillán era il loro antagonista principale, geloso del potere e del colore di Antu. A questi contrasti, si aggiunsero anche i dissapori tra i figli e le figlie di altri pillán e wangulén, che lottarono contro i genitori per prendere il loro posto. Così si infranse l'admapu, l'insieme delle regole morali dei mapuche.
Vista la situazione, Antu intervenne per punire Peripillán e i figli. Tutti si unirono alla lotta, punendo prima i figli e poi Peripillán. Durante la lotta, che si svolse nella neonata mapu (sulla terra, creata da Elmapu) dove si erano rifugiati tutti gli sconfitti, le devastazioni portarono alla creazione di montagne, colline e laghi.
In seguito, Antu decise di punire anche le wangulén sconfitte, ma loro si misero a piangere e ad implorare perdono. Le loro lacrime si trasformarono in tutta l'acqua che esiste al mondo e Antu si impietosì di loro e diminuì la loro luce, lasciandole brillare solo come piccole stelle. È così che Antu e Kuyén rimasero i soli capi dei pillán e delle wangulén.